# The Winter of '88
The Winter of '88 je studiové album Johnny Wintera, vydané v roce 1988.

## Seznam skladeb
| Pořadí         | Název                        | Autor                  | Délka |
| -------------- | ---------------------------- | ---------------------- | ----- |
| 1.             | Close to Me                  | Williams               | 4:33  |
| 2.             | Rain                         | Daley                  | 5:27  |
| 3.             | Stranger Blues               | James, Levy, Lewis     | 4:07  |
| 4.             | Ain't That Just Like a Woman | Demetrius, Moore       | 2:57  |
| 5.             | World of Contradictions      | Winter                 | 4:18  |
| 6.             | Lightning                    | Jackson, James         | 5:43  |
| 7.             | Looking for Trouble          | Larsen                 | 3:56  |
| 8.             | Show Me                      | Williams               | 4:45  |
| 9.             | Anything for Your Love       | Williams               | 4:03  |
| 10.            | Look Away                    | Manning                | 5:57  |
| 11.            | Mother Earth (bonus na CD)   | Memphis Slim, Simpkins | 5:48  |
| 12.            | It'll Be Me (bonus na CD)    | Clement                | 2:30  |
| Celková délka: | Celková délka:               | Celková délka:         | 54:04 |

## Sestava
- Johnny Winter – kytara, zpěv
- Jon Paris – baskytara, harmonika
- Ken Saydak – piáno
- Terry Manning – klávesy, zpěv
- Tom Compton – bicí